# エドワード・ドノヴァン
エドワード・ドノヴァン（Edward Donovan、1768年 - 1837年）は、アイルランド在住のイギリス人（Anglo Irish ）の著述家、博物画家、アマチュア動物学者である。多くの博物書を執筆した。

## 生涯
アイルランド王国のコークで生まれた。熱心な博物標本の収集家となり、探検航海で集められた標本をオークションで購入した。ロンドン・リンネ協会と、ウェルネリアン自然史協会 の会員となり、ロンドンのコレクションやライブラリーを閲覧することができた。個人博物館を多くの収集家が開設した時代で、ドノヴァンも1807年にロンドンに研究所（London Museum and Institute of Natural History）を開設し、数百の鳥類、哺乳類、爬虫類、魚類、軟体動物、昆虫、サンゴ、その他の無脊椎動物の標本や植物標本を展示した。
博物関連の著作で成功し、多くの著書を出版した。著書には"Natural History of British Birds" (1792-97)、 "Natural History of British Insects" (1792 -1813)、"Natural History of British Fishes" (1802-08) や2巻の "Descriptive Excursions through South Wales and Monmouthshire in the Year 1804、 Four Preceding Summers" (1805) や "Beauties of Flora" (London, 1789-90)などがある。またエイブラハム・リーズによって編集された『サイクロペディア、または諸芸諸学の百科事典』に貝類、昆虫などの記事を書き、図版を作った。また自らのはく植物画の私家版を作成した。
最も有名な著作は、『中国の昆虫の自然史概説』（"An Epitome of the Natural History of the Insects of China"、1798年）と『インドの昆虫の自然史概説』（"An Epitome of the Natural History of the Insects of India"、1800）、『ニューホランドの昆虫』（"Insects of New Holland"、1805）などである。
ドノヴァン自身は海外に採集旅行にでることはなく、ニューホランド (オーストラリア)の昆虫の標本はジョセフ・バンクスやジェームズ・クックの第2回と第3回航海に随行した天文学者、ウィリアム・ベイリー（William Bayly）の収集品であり、昆虫学者のドリュー・ドルリー（Dru Drury）や他の収集家も加えられた。『オーストラリアの昆虫』はオーストリアの昆虫を扱った最初の著作であった。図版は下書き、エッチング、手彩色のすべて工程を自ら行い、蝶を描いた図版の大部分は珍しい植物とともに描かれた。中国の昆虫に関する著書は、イギリスから清国への初の使節を務めた、ジョージ・マカートニーから標本と資料を入手した。インドの昆虫の標本や資料の入手元は不明であるが、インドの昆虫を扱った最初の博物書となった。
高価な標本の購入や、ドノヴァンに言わせると悪徳出版社との取引によって、またナポレオン戦争の後のイギリスの経済の衰退によって、資金を使い果たし、1817年には博物館を閉鎖し、1818年にはコレクションをオークションにかけることになった。出版は継続したが、財政状態は悪化し、1833年には出版社と書店を相手に訴訟を起こした。訴訟も成功せず、困窮のうちに没した。

## 著書の画像

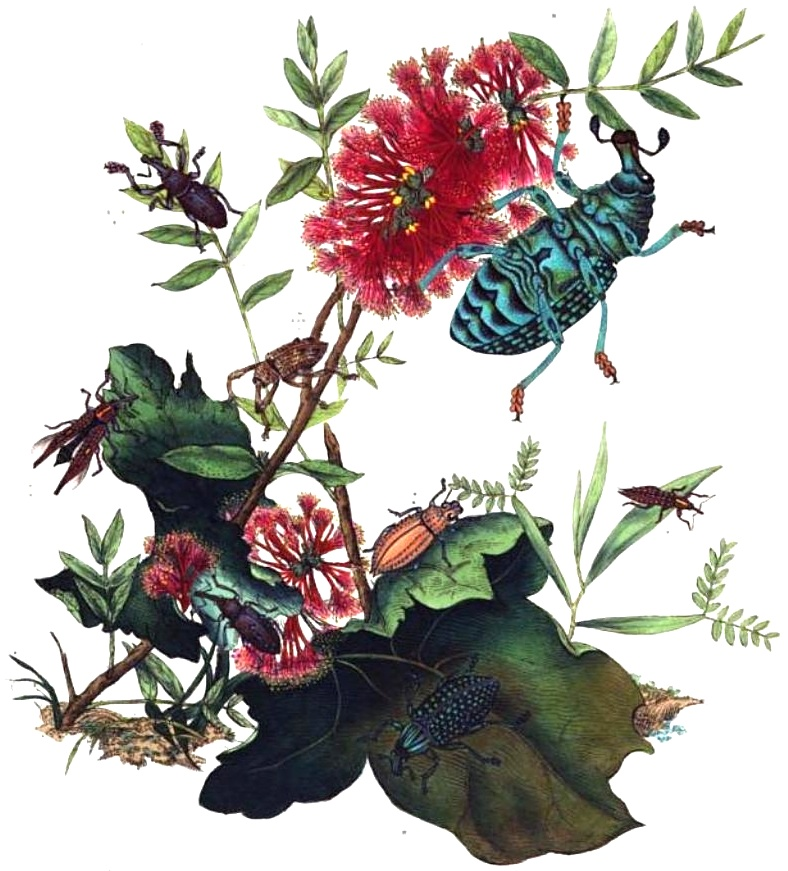
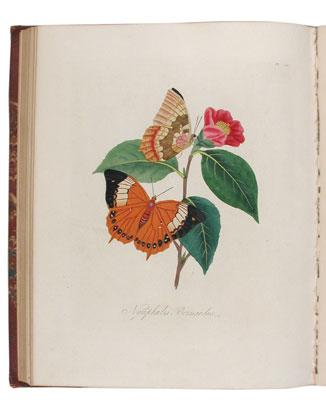
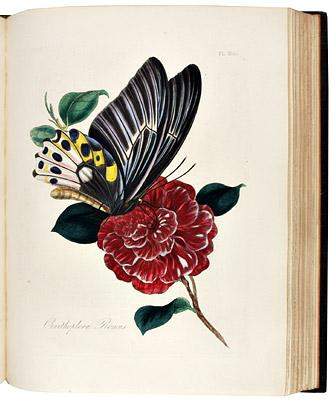
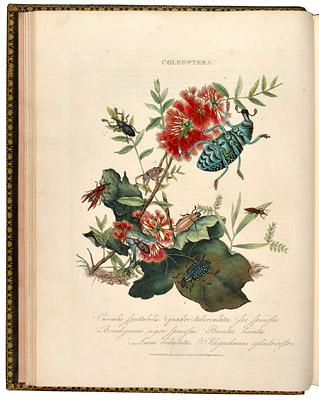